# Концерт за чембало и пет инструмената
Концерт за чембало и пет инструмената (шп. Concierto para clave y cinco instrumentos) је музичко дело шпанског композитора Мануела де Фаље.
Мануел де Фаља је концерт компоновао између 1923. и 1926. године. Процес компоновања је био не само дисконтинуиран (Фаља је у том периоду радио на делу Психа), већ и атипичан по томе што су ставови концерта компоновани обрнутим редоследом: најпре је настао трећи став, затим други и на крају први. Особеност концерта је и његова неоубичајена инструментација: написан је за чембало, флауту, обоу, кларинет, виолину и виолончело. На овакав одабир инструмената утицала су баркона дела Баха (посебно Бранденбуршки концерт бр. 5), Скарлатија и Купрена, неокласицизам Игора Стравинског (посебно Октет за клавир и дувачке инструменте) и антиромантичарске тенденције париске авангарде, којој је и Фаља припадао. 
Мануел де Фаља се одлучио да компонује ово дело након што је у Гранади чуо Ванду Ландовску како свира на чембалу. Остао је фасциниран не само квалитетом извођења, него и звуком чембала, његовим техничким и изражајним могућностима. Концерт је премијерно изведен 5. децембра 1926. године у Удружењу камерне музике у Барселони. Чембало је свирала Ванда Ландовска (њој је посвећено ово дело), а Оркестром Пабла Касалса дириговао је композитор.

## Ставови
1. Аllegro
2. Lento
3. Vivace

Извођење дела траје око 15 минута.